# Krisztián Kulcsár
Krisztián Kulcsár (* 28. Juni 1971 in Budapest) ist ein ehemaliger ungarischer Degenfechter.

## Erfolge
Krisztián Kulcsár wurde 1998 in La Chaux-de-Fonds und 2001 in Nîmes mit der Mannschaft Weltmeister, im Einzel gewann er 2007 in Sankt Petersburg den Titel. Zudem gewann er 1995 in Den Haag und 2007 in Sankt Petersburg Bronze im Mannschaftswettbewerb. Bei Europameisterschaften blieb er mit der Mannschaft 1998 in Plowdiw und 2007 in Gent siegreich, 2008 wurde er in Kiew mit ihr Vizeeuropameister. Seine einzige Medaille im Einzel gewann er 2000 in Funchal mit Bronze.
Viermal nahm Kulcsár an Olympischen Spielen teil: 1992 schloss er in Barcelona die Einzelkonkurrenz auf dem 13. Platz ab, während er mit der Mannschaft das Finale erreichte. Dieses verlor sie gegen Deutschland mit 4:8, sodass Kulcsár gemeinsam mit Iván Kovács, Gábor Totola, Ferenc Hegedűs und Ernő Kolczonay die Silbermedaille erhielt. Vier Jahre darauf belegte er in Atlanta Rang 22 im Einzel sowie Rang sechs im Mannschaftswettbewerb. Bei den Olympischen Spielen 2004 in Athen zog er mit der Mannschaft erneut ins Finale ein, in dem die ungarische Equipe dieses Mal Frankreich mit 32:43 unterlag. Neben Kulcsár gewannen außerdem Gábor Boczkó, Géza Imre und Iván Kovács Silber. Seine vierten und letzten Olympischen Spiele 2008 in Peking beendete er in der Einzelkonkurrenz auf dem 18. Platz und in der Mannschaftskonkurrenz auf dem Rang fünf. Auf nationaler Ebene gewann Kulcsár 15 Titel mit der Mannschaft, im Einzel wurde er 2012 ungarischer Meister.
2004 erhielt er das Ritterkreuz des Ungarischen Verdienstordens. Seit 2017 ist Krisztián Kulcsár Präsident des Nationalen Olympischen Komitees Ungarns.